# Thụ mộc học

Hình dạng lá là phương pháp phổ biến để nhận dạng các loài cây

Thụ mộc học  (tiếng Anh: dendrology, tiếng Hy Lạp cổ: δένδρον, dendron, "cây"; và tiếng Hy Lạp cổ: -λογία, -logy, khoa học của hay nghiên cứu của) hoặc xylology (tiếng Hy Lạp cổ: ξύλον, ksulon, "gỗ") là ngành khoa học nghiên cứu về các thực vật cây gỗ (cây thân gỗ, cây bụi, và dây leo thân gỗ), đặc biệt là các hệ thống phân loại của chúng. Không có phân định rõ ràng giữa Phân loại thực vật và thụ mộc học; tuy nhiên, các thực vật cây gỗ không chỉ thuộc về nhiều Họ (sinh học) thực vật khác nhau, mà các họ này còn chứa cả các loài cây thân gỗ và các loài cây không phải thân gỗ. Một số họ chỉ bao gồm một vài loài thân gỗ.
Thụ mộc học, là một ngành trong lâm nghiệp, có khuynh hướng tập trung vào sự nhận dạng các loài thực vật cây gỗ hữu dụng trong kinh tế và các mối liên quan phân loại giữa chúng. Thụ mộc học là một ngành nghiên cứu trong giáo dục bao gồm tất cả các thực vật cây gỗ, bản địa hay không phải là bản địa của một vùng nào đó.

## Mối liên quan vớithực vật học
Thụ mộc học đôi khi bị nhầm lẫn với thực vật học. Tuy nhiên, thực vật học là ngành nghiên cứu các dạng thực vật nói chung, trong khi đó thụ mộc học chỉ tập trung nghiên cứu về thực vật cây gỗ. Thụ mộc học có thể được xem là một ngành con của thực vật học.

## Các nhà thụ mộc học đáng chú ý
- Mike Baillie, Đại học Nữ hoàng Belfast
- Ludwig Beissner
- Francis A. Bartlett, người sáng lập Bartlett Arboretum and Gardens và Bartlett Tree Research Laboratory
- William Douglas Cook, người sáng lập Eastwoodhill Arboretum và Pukeiti Rhododendron Trust (New Zealand)
- Michael Dirr
- Alan Mitchell
- Maciej Giertych
- Humphry Marshall